# Бичков Віктор Миколайович
Віктор Миколайович Бичков (нар.. 4 вересня 1954, Ленінград) — радянський і російський актор театру і кіно, лауреат Державної премії РФ.

## Біографія
Народився 4 вересня 1954 року в Ленінграді. Віктор Бичков ріс у восьмикімнатній комунальній квартирі, де проживало сорок чоловік. Уже з дитинства Віктор мріяв стати актором. Першу свою роль (панотця) зіграв у піонерському таборі. Втім, після 8-го класу Віктор Бичков вирішив стати медиком, а точніше гінекологом. Проте до медичного училища він не вступив. Після невдалої спроби стати медиком, Віктор вступив до ПТУ та відвідував театральну студію, де швидко з масовки перейшов на головні ролі.
Потім була служба в лавах Радянської Армії (війська ППО), а повернувшись, Бичков вступив до Ленінградського державного інституту театру, музики і кінематографії (курс народного артиста СРСР Ігоря Владимирова). ЛДІТМіК Віктор Бичков закінчив у 1982 році.
У кіно Віктор Бичков дебютував у 1980 році в ролі призовника у фільмі «Остання втеча». У 1985 році він знявся у фільмі Олександра Рогожкіна «Заради декількох рядків», де зіграв німецького солдата. У 1986 році Віктор Бичков знявся в короткометражному фільмі «Екскурсант», де зіграв роль телепня-прогульника.
Популярність Віктор Бичков здобув завдяки ролі єгеря Кузьмича в комедійних стрічках Олександра Рогожкіна — «Особливості національного полювання» (1995), «Особливості національної риболовлі» (1998) та «Особливості національного полювання у зимовий період» (2000).
Визнання глядачів і критиків отримала тріумфальна картина Олександра Рогожкіна «Зозуля», де Віктор Бичков знявся в одній з головних ролей. У 2002 році картина отримала російську національну премію «Золотий орел» відразу в декількох номінаціях, в тому числі і як найкращий фільм року. Сам Бичков теж отримав «Золотого Орла» в номінації «Найкраща чоловіча роль» і Державну премію Росії.
Віктор Бичков — автор «рос. рассКузиков» — коротких замальовок про кіно й театр, викладених на особистому сайті [Архівовано 20 жовтня 2018 у Wayback Machine.] актора.

## Погляди
В інтерв'ю «Новим известиям» в 2007 році Віктор Бичков розповів, що в період президентства Бориса Єльцина відчував сором за главу держави. Діяльність Володимира Путіна артист оцінив більш позитивно, назвавши його «молодим і розумним політиком».

## Родина
Віктор Бичков був тричі одружений.
- Перша дружина — Наталія. Син Григорій.
- Друга дружина — акторка Олена Симонова. Син Федір та донька Арсенія.
- Третя дружина — театральний режисер Поліна Белінська. Син Добриня.

## Творчість

### Ролі в театрі
- «Сміятися, право, не грішно»
- «Лівша»
- «Снігова королева»
- «Малюк і Карлсон»
- «Гравці»
- «Трубадур та його друзі»
- «Дульсинея Тобосська»
- «Приборкання норовливої»
- «Рояль у відкритому морі»
- «Людина, тварина і чеснота»
- «Станція»
- «Тригрошова опера»
- «Підступність і любов»
- «Людина і джентльмен».

#### Санкт-Петербурзький академічний театр комедії ім. М.П.Акімова
- «Коник-Горбоконик»
- «Наворожила мені циганка»
- «Фредді»
- «Ромул Великий»

#### Театр «Картковий будиночок»
- «Якщо кішку обдерти, то вона, як кролик».

#### Драматичний театр «Комедіанти»
- «Пристрасті по-італійськи»

#### Драматичний театр «Притулок комедіанта»
- «Потрібен старий клоун»
- «Кожному своє»

#### Академічний театр ім. Лєнсовета
- «Гедда Ґаблер» Генріка Ібсена — професор Тесман

### Ролі в кіно
1. 1980 — Остання втеча —  призовник (немає в титрах)
2. 1982 — Взяти живим —  Лузгін
3. 1985 — Заради кількох рядків —  німецький солдат
4. 1986 — Остання дорога —  слуга Павло
5. 1986 — Екскурсант (новела до к/а «Винятки без правил») —  Борис Топорков / американець Боб
6. 1986 — За Ветлугою-рікою —  Вітьок
7. 1986 — Комендант Пушкін —  червоноармієць
8. 1986 — Лівша —  франт
9. 1987 — Біле прокляття —  Степан Гвоздь, працівник протилавинної служби
10. 1987 — Життя Клима Самгіна —  бджоляр
11. 1987 — Садівник —  Вітьок, тракторист
12. 1988 — Міс мільйонерка —  Бичков, виконроб
13. 1989 — Васька —  парашутист
14. 1989 — Сірано де Бержерак —  поет, гість Рагно
15. 1989 — Воно —  Воблушкін
16. 1990 — Анекдоти —  Чапаєв
17. 1990 — Собачий бенкет —  Вітьок
18. 1990 — Духів день —  Вітьок
19. 1990 — Перехід товариша Чкалова через Північний полюс — Байдуков
20. 1991 — Афганський злам —  штабник
21. 1991 — Дій, Маню! —  Бичков
22. 1991 — Вийди! —  Єгор
23. 1991 — Третя планета —  мужик з хрестом
24. 1991 — Хміль —  праведник Лука
25. 1991 — Людина зі звалища —  Олександр Ликов
26. 1991 — Чіча —  учасник ансамблю
27. 1991 — Міф про Леоніда —  сексот
28. 1992 — Чекіст —  Іванов
29. 1992 — Прекрасна незнайомка —  офіціант
30. 1993 — Акт —  чоловік
31. 1993 — Життя з ідіотом —  друг-товариш по чарці
32. 1994 — Гра —  Баррі Русак
33. 1994 — Колечко золоте, букет з червоних троянд — Сисой
34. 1994 — Російський транзит —  кримінальник «Глиста»
35. 1995 — Музика для грудня —  велосипедист
36. 1995 — Особливості національного полювання —  єгер Кузьмич
37. 1996 — Спадкоємець /  The Successor  —  Віктор
38. 1996 — Операція «З новим роком!» —  дід Мороз Кузьмічов
39. 1997 — 1999 — Вулиці розбитих ліхтарів —  бомж Померанцев
40. 1997 — Американка —  кримінальник Третьяков
41. 1997 — Бомба
42. 1998 — Дух
43. 1998 — Жіноча власність —  Ігор
44. 1998 — Особливості національної риболовлі — єгер Кузьмич
45. 2000 — Місяцем був повний сад —  голова колгоспу
46. 2000 — Особливості банної політики, або Баня 2 —  банщик Митрич
47. 2000 — Особливості національного полювання в зимовий період —  єгер Кузьмич
48. 2000 — Бузкові сутінки
49. 2000 — 2005 — Убивча сила —  бомж-інформатор Померанцев
50. 2000 — Сочинушки (короткометражка)
51. 2002 — Зозуля —  Іван Картузов «Пшолти»
52. 2003 — Особливості національної політики — єгер Кузьмич
53. 2003 — Дільниця —  виконроб Уткін
54. 2004 — Чотири таксисти і собака —  дядько Костя Саричев
55. 2004 — На віражі —  Копєйкін
56. 2004 — Про кохання в будь-яку погоду
57. 2004 — Загибель імперії —  Степнін, він же Ганецький
58. 2005 — Турецький гамбіт —  хорунжий
59. 2005 — Вища міра
60. 2005 — Голова класика —  скоморох
61. 2005 — Піжмурки —  батько хлопчика в зоопарку
62. 2005 — Перший Скорий —  Дафна / Трус
63. 2006 — Граф Монтенегро —  отець Сергій / його брат-безбожник
64. 2006 — Спекотний листопад —  дільничний Антипенко
65. 2006 — Перший вдома —  продавець сигарет / алкаш / листоноша Пєчкін
66. 2006 — Чотири таксисти і собака 2 —  дядько Костя Саричев
67. 2007 — На шляху до серця
68. 2008 — Людина без пістолета —  Кашин
69. 2008 — Краса вимагає … —  віконт
70. 2008 — Дім, милий дім —  Михайло Андрійович
71. 2008 — Це було в Гаврилівці 2 —  купець першої гільдії Дормідонтов
72. 2008 — Чужі —  хірург
73. 2009 — Банкрут —  стряпчий Рисположенський
74. 2010 — Олімпійське селище —  мужик
75. 2011 — Ластівчине гніздо —  сусід Георгій Михайлович
76. 2011 — Товарищи полицейские (серія № 20 «тухле справа») —  Андрій Леонідович Харитонов
77. 2012 — Без сліду —  Павло Коваль
78. 2013 — 12 місяців —  грудня
79. 2014 — Вій —  коваль Тарас
80. 2016 — Кухня —  Тимофій Ілліч, батько Кості
81. 2018 — Заповідник
82. 2019 — Жуки — панотець Олександр
83. 2021 — Жуки-2 — панотець Олександр

### Телебачення
З 2006 по 2012 рік вів дитячу телепередачу «На добраніч, малюки!» (Дядько Вітя).
У 2012 році брав участь у шоу «Танці з зірками» на телеканалах Росія-1 і РТР-Планета.

### Кліпи
1. 2003 — «Самотність» (вик. гурт «Небо»)
2. «Звуковий агресор». Гурт «Кар-Мен»
3. «З Новим Роком». Гурт «Сонце-хмари»

### Відеоігри
1. «Революціонный квѣстъ» (2004) — революційний матрос Василь Стійкий

## Нагороди
- Лауреат премії «Визнання» — за кращу чоловічу роль (1995)
- Лауреат премії «Золотий Орел» — в номінації «краща чоловіча роль» (2003) за фільм «Зозуля»
- Лауреат Призу за кращу чоловічу роль Фестивалю Російського кіно в Онфлері (Нормандія, Франція) — за фільм «Зозуля» (2003)
- Лауреат Призу «Срібна підкова» за кращу чоловічу роль (Дім Ханжонкова)
- Лауреат Державної премії Росії (2003) у складі знімальної групи фільму «Зозуля»
- Лауреат Призу журі за кращу чоловічу роль на Другому Московському фестиваль «Московська прем'єра» (2005, за фільм «Зозуля»)
- Кавалер Ордена Честі і Гідності «Русь державна» за високий професіоналізм у творчій діяльності, відродження традицій миролюбності, духовності і великі заслуги у розвитку культури і мистецтва Санкт-Петербурга і Росії (2004)